# Astrimex
Astrimex is een groothandel in producten voor plafonds en wanden met drie vestigingen in Nederland (Leek, Utrecht en Eindhoven) .

## Historie
Astrimex werd in 1946 opgericht als inkoopcombinatie voor met name hardboard en zachtboard. In die periode was de markt voor bouwmaterialen in Nederland nog een lokale aangelegenheid. Deze inkoopcombinatie bood een landelijke dekking en kan gezien worden als een van de beginpunten van de schaalvergroting in de bouwmaterialenbranche.
Tot begin jaren vijftig was er in Nederland deviezenschaarste, waarbij import van eindproducten ontmoedigd werd. Daarom werd in 1951 de Nederlandsche Industrie voor Acoustische Materialen (NIVAM) opgericht met een fabriek in Hoogkerk die zich toelegde op de fabricage van zachtboard.
In de jaren zestig was de deviezenschaarste voorbij. De brandonveiligheid van zachtboard was in die tijd bekend geworden, waardoor het steeds minder werd voorgeschreven. Sinds die tijd werden op grote schaal systeemplafonds in kantoren aangelegd met een raster van metalen profielen waarin meer brandveilige plafondtegels werden aangebracht. Deze plafondtegels zijn vaak op basis van steenwol, een onbrandbaar materiaal. Het accent bij Astrimex is sinds die tijd verschoven van productie naar handel.
In 1998 werd Astrimex overgenomen door Deli-Universal.

## Anno 2011
Astrimex is een groothandelsbedrijf met producten voor de afbouw van kantoren: systeemplafonds, gipswanden en systeemwanden. De productieactiviteiten zijn beperkt tot bewerkingen aan door derden gefabriceerde materialen.